# Land of Confusion
Singles de Genesis
Throwing It All Away Tonight, Tonight, Tonight
Pistes de Invisible Touch
Tonight, Tonight, Tonight In Too Deep
Land of Confusion est une chanson de rock du groupe Genesis écrite pour l'album Invisible Touch de 1986.

## Historique
Troisième piste et quatrième single de Invisible Touch, Land of Confusion traite de la cupidité et de l'incertitude de la guerre froide durant les années 1980, mais évoque un sentiment d'espoir pour l'avenir.

## Clip
Le clip de Land of Confusion, fidèle aux paroles, met en scène des marionnettes du Spitting Image, émission de télévision satirique britannique. Il est réalisé par John Lloyd et Jim Yukich à la demande de Phil Collins après que celui-ci a particulièrement apprécié sa marionnette apparaissant dans l'émission.

## Reprises
Daryl Stuermer, le guitariste-bassiste de Genesis en tournée depuis 1978, a enregistré la chanson sur son album Another Side of Genesis (2000).
Elle est également jouée par le groupe suédois In Flames sur son single Trigger en 2003.
La chanson est reprise en 2005 par le groupe de néo métal Disturbed sur son album Ten Thousand Fists.
Ray Wilson, qui avait remplacé Phil Collins comme chanteur de Genesis entre 1998 et 1999, reprend la chanson sur ses albums Genesis Klassik (2009), Stiltskin Vs.Genesis (2011) et Genesis Classic (Live In Poznan) (2011).
Elle est reprise par le groupe féminin norvégien Katzenjammer sur son album A Kiss Before You Go sorti en octobre 2011 et sur l'album en concert A Kiss Before You Go - Live In Hamburg sorti l'année suivante.
Le groupe hommage allemand Still Collins, formé en 1995, incorpore régulièrement la chanson dans son répertoire de concert,,. Elle figure également sur son album The Genesis Live Special (2012).